# Modelli Alfa Romeo
Questa è la lista completa dei modelli di veicoli prodotti dalla casa automobilistica italiana Alfa Romeo. L'elenco inizia con i modelli realizzati dalla Società Italiana Automobili Darracq (S.I.A.D.), azienda italo-francese progenitrice della casa del Biscione, e continua con le vetture prodotte dalla A.L.F.A. (acronimo di "Anonima Lombarda Fabbrica Automobili"), prima denominazione della casa milanese, per poi giungere ai modelli realizzati con il nome "Alfa Romeo". L'elenco è compilato seguendo l'anno di distribuzione.

## Modelli in produzione
| Giulia   | Stelvio  | Tonale   | 33 Stradale | Junior   |
| -------- | -------- | -------- | ----------- | -------- |
|          |          |          |             |          |
| dal 2016 | dal 2016 | dal 2022 | dal 2023    | dal 2024 |

## Modelli S.I.A.D.
| Anni (da-a) | Modello                        |
| ----------- | ------------------------------ |
| 1906-1909   | 7 HP 8-10 HP 10-12 HP 14-16 HP |

## Modelli A.L.F.A.
| Anni (da-a) | Modelli stradali                                                                           | Modelli da corsa                                        |
| ----------- | ------------------------------------------------------------------------------------------ | ------------------------------------------------------- |
| 1910-1920   | 1910-1920: 24 HP 1910-1911: 12 HP 1912-1913: 15 HP 1914-1920: 15-20 HP 1913-1922: 40-60 HP | 1911: 15 HP Corsa 1913: 40-60 HP Corsa 1914: Grand Prix |

## Modelli Alfa Romeo
| Anni (da-a) | Modelli stradali | Modelli da corsa | Modelli militari        |
| ----------- | --- | --- | ----------------------- |
| 1920-1929   | 1920-1921: 20-30 HP 1921-1922: 20-30 ES 1920-1921: G1 1921-1921: G2 1922-1927: RL 1923-1925: RM 1927-1929: 6C 1500 1929-1933: 6C 1750 | 1922: RL Super Sport 1923: RL Targa Florio 1923: RM Sport 1923: P1 1924: P2 1928: 6C 1500 MMS/Super Sport 1929: 6C 1750 Super Sport 1930: 6C 1750 Gran Sport |                         |
| 1930-1939   | 1931-1934: 8C 2300 1933-1933: 6C 1900 1934-1935: 6C 2300 1935-1938: 6C 2300 B 1935-1939: 8C 2900 A & B 1939-1950: 6C 2500 | 1930: 6C 1750 Gran Sport 1931: Tipo A 1931: 8C 2300 Monza 1932: Tipo B (P3) 1935: Bimotore 1935: 8C 35 1935: 8C 2900 A botticella 1936: 12C 36 1937: 12C 37 1937: 6C 2300 B Mille Miglia 1938: 8C 2900 B MM Spider 1938: 8C 2900 B Le Mans 1938: Tipo 308 1938: Tipo 312 1938: Tipo 316 1938: 158 1939: 6C 2500 Super Sport Corsa |                         |
| 1940-1949   | | 1948: 6C 2500 Competizione | 1941: 6C 2500 Coloniale |
| 1950-1959   | 1950-1958: 1900 1951-1953: Matta 1954-1965: Giulietta Sprint 1955-1965: Giulietta 1958-1962: 2000 1959-1966: Giulietta Sprint Speciale 1959-1964: Dauphine (su licenza Renault) | 1951: 159 1952: 6C 3000 CM |                         |
| 1960-1969   | 1962-1968: 2600 1962-1976: Giulia 1962-1964: Renault 4 (su licenza Renault) 1963-1967: Giulia TZ 1963-1976: Giulia GT (Giulia Sprint GT) 1965-1967: Gran Sport Quattroruote 1965-1971: Giulia GTA 1966-1993: Spider "Osso di Seppia" (Duetto) 1967-1969: 33 Stradale 1968-1971: 1750 Berlina 1969-1982: Spider "Coda Tronca" (Duetto) 1969-1975: Junior Zagato | 1960: Giulietta SZ 1963: Giulia TZ 1965: GTA 1965: Tipo 33 1968: 33/2 1969: 33/3 |                         |
| 1970-1979   | 1970-1977: Montreal 1971-1977: 2000 Berlina 1972-1983: Alfasud 1972-1984: Alfetta 1974-1987: Alfetta GT 1976-1989: Alfasud Sprint 1977-1985: Giulietta 1979-1986: Alfa 6 | 1972: 33/4 1973: 33TT12 1976: 33SC12 1979: 177 1979: 179 |                         |
| 1980-1989   | 1983-1994: 33 1983-1989: Spider "Aerodinamica" (Duetto) 1984-1987: Arna 1984-1987: 90 1985-1992: 75 1987-1998: 164 1989-1994: Spider "Ultima" (Duetto) 1989-1991: SZ | 1982: 182 1983: 183T 1984: 184T 1985: 185T |                         |
| 1990-1999   | 1992-1993: RZ 1992-1998: 155 1994-2000: 145 1995-2000: 146 1995-2005: GTV 1995-2006: Spider 1997-2005: 156 1998-2007: 166 | 1992: 155 GTA 1993-1997: 155 V6 TI 1998-2001: 156 D2 |                         |
| 2000-2009   | 2000-2010: 147 2003-2010: GT 2005-2011: 159 2005-2010: Brera 2006-2010: Spider 2007-2010: 8C Competizione 2008-2018: MiTo | 2002: 156 GTA Super 2000 2003-2007: 156 Super 2000 2003-2007: 147 GTA CUP |                         |
| 2010-2019   | 2013-2019: 4C 2010-2020: Giulietta 2016-in corso: Giulia 2016-in corso: Stelvio | |                         |
| 2020-2029   | 2022-in corso: Tonale 2023-in corso: 33 Stradale 2024-in corso: Junior | |                         |

## Concept car, dream car, esercizi di stile, one-off e prototipi
| Anno | Modello                                    | Carrozzeria                    | Design                                | Esemplari prodotti                 |
| ---- | ------------------------------------------ | ------------------------------ | ------------------------------------- | ---------------------------------- |
| 1914 | 40-60 HP Aerodinamica                      | Castagna                       |                                       | 1                                  |
| 1931 | 6C 1750 Gran Sport Flying Star             | Touring                        |                                       | 1                                  |
| 1933 | 6C 1750 Gran Sport Coupé Figoni            | Figoni Carrossier              |                                       | 1                                  |
| 1937 | 8C 2900 B Corto Spider Pinin Farina        | Pinin Farina                   |                                       | 1                                  |
| 1940 | 6C 2500 SS Spider Pinin Farina             | Pinin Farina                   |                                       | 1                                  |
| 1942 | 6C 2500 SS Coupé Bertone                   | Bertone                        |                                       | 1                                  |
| 1943 | 6C 2500 SS Cabriolet Touring               | Touring                        |                                       | 3                                  |
| 1947 | 6C 2500 S Cabriolet Ghia                   | Ghia                           | Felice Boano                          | 4                                  |
| 1948 | 6C 2500 SS Cabriolet Speciale Pinin Farina | Pinin Farina                   |                                       | 26                                 |
| 1949 | 6C 2500 SS Coupé Speciale Pinin Farina     | Pinin Farina                   |                                       | 1                                  |
| 1949 | 6C 2500 SS Villa d'Este                    | Touring                        |                                       | 36                                 |
| 1950 | 6C 2500 SS Supergioiello                   | Ghia                           |                                       | 4                                  |
| 1953 | 1900 C52 Disco Volante                     | Touring                        | Carlo Felice Bianchi Anderloni        | 1                                  |
| 1953 | B.A.T. 5                                   | Bertone                        | Franco Scaglione                      | 1                                  |
| 1954 | 1900C SS Ghia Coupé                        | Ghia                           | Giovanni Michelotti                   | 16                                 |
| 1954 | 1900C SS Zagato Coupé                      | Zagato                         |                                       | 39                                 |
| 1954 | 1900 Sport Spider                          | Bertone                        | Franco Scaglione                      | 2                                  |
| 1954 | 2000 Bertone Sportiva                      | Bertone                        | Franco Scaglione                      | 2                                  |
| 1954 | B.A.T. 7                                   | Bertone                        | Franco Scaglione                      | 1                                  |
| 1955 | 750 Competizione                           |                                | Felice Boano                          | 1                                  |
| 1955 | 1900C SS Coupé Boano                       |                                | Felice Boano                          | 1                                  |
| 1955 | B.A.T. 9                                   | Bertone                        | Franco Scaglione                      | 1                                  |
| 1955 | Giulietta Spider Bertone                   | Bertone                        | Franco Scaglione                      | 1                                  |
| 1956 | 1900C SS Roadster Ghia                     | Ghia-Aigle                     | Giovanni Michelotti                   | 1                                  |
| 1956 | 1900C SS Cabriolet Touring                 | Touring                        |                                       | 3                                  |
| 1956 | 6C 3000 CM Pininfarina Super Flow I        | Pinin Farina                   |                                       | 1                                  |
| 1956 | 6C 3000 CM Pininfarina Super Flow II       | Pinin Farina                   |                                       | 1                                  |
| 1958 | 1900C SS Ghia-Aigle Coupé                  | Ghia-Aigle                     | Giovanni Michelotti                   | 5                                  |
| 1959 | 6C 3000 CM Pininfarina Super Flow III      | Pinin Farina                   |                                       | 1                                  |
| 1960 | 6C 3000 CM Pininfarina Super Flow IV       | Pininfarina                    |                                       | 1                                  |
| 1960 | Alfa Romeo Giulietta SZ                    | Zagato                         |                                       |                                    |
| 1960 | Tipo 103                                   | Centro Stile Alfa Romeo        |                                       | 1                                  |
| 1961 | Giulietta Goccia                           | Carrozzerie Michelotti Touring |                                       | 1                                  |
| 1962 | Dauphine Michelotti                        | Carrozzerie Michelotti Touring |                                       | 1                                  |
| 1963 | 2600 Coupé Speciale                        | Pininfarina                    |                                       | 1                                  |
| 1963 | 2600 Sprint HS                             | Bertone                        |                                       | 1                                  |
| 1963 | Giulia Spider                              | Bertone                        |                                       | 1                                  |
| 1964 | Canguro                                    | Bertone                        | Giorgetto Giugiaro                    | 1                                  |
| 1965 | Giulia 1600 Sport Pininfarina Coupé        | Pininfarina                    | Aldo Brovarone                        | 1                                  |
| 1965 | Giulia SS                                  | Bertone                        |                                       | 1                                  |
| 1966 | Giulia OSI Scarabeo                        | Officine Stampaggi Industriali | Sergio Sartorelli                     | 2                                  |
| 1968 | 33 Bertone Carabo                          | Bertone                        | Marcello Gandini                      | 1                                  |
| 1968 | 33 Iguana                                  | Italdesign Giugiaro            | Giorgetto Giugiaro                    | 1                                  |
| 1968 | 33 Roadster G.S.                           | Pininfarina                    | Paolo Martin                          | 1                                  |
| 1969 | 33.2 Coupé Speciale                        | Pininfarina                    | Leonardo Fioravanti                   | 1                                  |
| 1971 | AlfaSud Caimano                            | Italdesign Giugiaro            | Giorgetto Giugiaro                    | 1                                  |
| 1971 | 33 Cuneo                                   | Pininfarina                    | Paolo Martin                          | 1                                  |
| 1972 | Alfetta Spider                             | Pininfarina                    |                                       | 1                                  |
| 1972 | GT 2000 Junior Z Periscopica               | Zagato                         |                                       | 1                                  |
| 1973 | Montreal Gruppo 4                          | Bertone                        | Marcello Gandini                      | 1                                  |
| 1975 | Eagle                                      | Pininfarina                    |                                       | 1                                  |
| 1976 | 33 Navajo                                  | Bertone                        | Marcello Gandini                      | 1                                  |
| 1976 | New York Taxi                              | Italdesign Giugiaro            | Giorgetto Giugiaro                    | 1                                  |
| 1978 | Giulietta by Fiorucci                      | Zagato                         | Fiorucci                              | 1                                  |
| 1982 | Capsula                                    | Italdesign Giugiaro            |                                       | 1                                  |
| 1983 | Zeta 6                                     | Zagato                         |                                       | 1                                  |
| 1983 | Delfino                                    | Bertone                        |                                       | 1                                  |
| 1984 | 33 Tempo Libero                            | Zagato                         |                                       | 1                                  |
| 1986 | Vivace                                     | Pininfarina                    |                                       | 1 maquette Coupé 1 maquette Spider |
| 1988 | 164 ProCar                                 |                                |                                       | 1                                  |
| 1990 | SE 048SP                                   |                                |                                       | 1                                  |
| 1991 | 164 Proteo                                 |                                | Centro Stile Alfa Romeo               | 1                                  |
| 1992 | RZ Speedster                               |                                | Zagato                                | 1                                  |
| 1995 | Castagna Vittoria                          | Castagna Milano                |                                       | 1                                  |
| 1995 | Progetto Cinque                            | Zender                         |                                       |                                    |
| 1996 | Issima                                     |                                | Sbarro                                | 1                                  |
| 1996 | Nuvola                                     | Bertone                        | Centro Stile Alfa Romeo Bertone       | 1                                  |
| 1997 | Sportut                                    | Bertone                        |                                       | 1                                  |
| 1997 | Spyder Monoposto                           | Zagato                         | Centro Stile Alfa Romeo Zagato        | 1                                  |
| 1997 | Scighera                                   | Italdesign Giugiaro            |                                       | 1                                  |
| 1997 | Scighera GT                                | Italdesign Giugiaro            |                                       | 1                                  |
| 1998 | Dardo                                      | Pininfarina                    |                                       | 1                                  |
| 1999 | Centauri Spyder                            |                                | Centro Stile Alfa Romeo               | 1                                  |
| 1999 | Bella                                      | Bertone                        |                                       | 1                                  |
| 2001 | Vola                                       | Fioravanti                     | Leonardo Fioravanti                   | 1                                  |
| 2002 | Brera Concept                              | Italdesign Giugiaro            |                                       | 1                                  |
| 2003 | Kamal                                      |                                | Centro Stile Alfa Romeo               | 1                                  |
| 2003 | Ginevra "G.C."                             | Castagna Milano                |                                       | 1                                  |
| 2003 | GT Cabrio Concept                          | Bertone                        |                                       | 1                                  |
| 2004 | Visconti                                   | Italdesign Giugiaro            |                                       | 1                                  |
| 2006 | Diva                                       |                                | Centro Stile Alfa Romeo Espera Sbarro | 1                                  |
| 2008 | B.A.T. 11                                  | Bertone                        |                                       | 1                                  |
| 2009 | MiTo GTA                                   |                                | Centro Stile Alfa Romeo               | 1                                  |
| 2010 | 2uettottanta                               | Pininfarina                    |                                       | 1                                  |
| 2010 | Pandion                                    | Bertone                        |                                       | 1                                  |
| 2010 | TZ3                                        | Zagato                         | Norihiko Harada                       | 1 Corsa 9 Stradali                 |
| 2011 | 4C Concept                                 |                                | Centro Stile Alfa Romeo               | 1                                  |
| 2012 | Touring Superleggera Disco Volante 2012    | Carrozzeria Touring            | Louis de Fabribeckers                 | 1                                  |
| 2013 | Disco Volante by Touring                   | Carrozzeria Touring            | Louis de Fabribeckers                 | 4 Coupé 7 Spider                   |
| 2013 | Gloria                                     |                                | Istituto Europeo di Design            | 1 maquette                         |
| 2018 | Mole Costruzione Artigianale 001           | Mole Automobilies              | Umberto Palermo Design                | 1                                  |
| 2019 | Tonale Concept                             |                                | Centro Stile Alfa Romeo               | 1                                  |
| 2023 | 33 Stradale                                | Carrozzeria Touring            | Centro Stile Alfa Romeo               | 33                                 |

## Veicoli commerciali[3]

### Autocarri[4]
| Anni (da-a) | Modello                             |
| ----------- | ----------------------------------- |
| 1912-1916   | 24 HP                               |
| 1931-1934   | 50                                  |
| 1932-1933   | 80                                  |
| 1934-1939   | 85                                  |
| 1935-1937   | 350                                 |
| 1937-1944   | 500                                 |
| 1941-1950   | 430                                 |
| 1939-1950   | 800                                 |
| 1950-1952   | 450                                 |
| 1950-1955   | 900                                 |
| 1952-1959   | 455                                 |
| 1954-1958   | 950                                 |
| 1958-1965   | Mille                               |
| 1967-1974   | A15/A19/A38/F20 (su licenza Saviem) |

### Furgoni
| Anni (da-a) | Modello                                               |
| ----------- | ----------------------------------------------------- |
| 1954-1966   | Romeo                                                 |
| 1967-1971   | A11/F11                                               |
| 1967-1983   | A12/F12                                               |
| 1978-1990   | AR8 (basata sulla prima generazione dell'Iveco Daily) |
| 1981-1994   | AR6 (basata sulla prima generazione del Fiat Ducato)  |

### Autobus[5]
| Anni (da-a) | Modello     |
| ----------- | ----------- |
| 1932-1934   | 40N         |
| 1934-1943   | 110A        |
| 1934-1939   | 85A         |
| 1935-1937   | 350A        |
| 1937-1943   | 500A        |
| 1940-1950   | 800A        |
| 1946-1950   | 430A        |
| 1948-1950   | 901A        |
| 1949-1957   | 140A        |
| 1950-1951   | 450A        |
| 1950-1958   | 900A        |
| 1952-1955   | 455A        |
| 1957-1958   | 150A        |
| 1950-1958   | 902A        |
| 1955-1958   | 910A        |
| 1958-1965   | Mille AU/AI |

### Filobus[6]
| Anni (da-a) | Modello       |
| ----------- | ------------- |
| 1936-1940   | 85AF          |
| 1938-1948   | 110AF         |
| 1939        | 500AF         |
| 1940-1950   | 800AF         |
| 1949-1959   | 140AF         |
| 1950-1954   | 900AF         |
| 1951-1960   | 910AF e 911AF |
| 1954-1962   | 920AF         |
| 1960-1962   | Mille AF      |

## Veicoli agricoli
| Anni (da-a) | Modello | Tipologia |
| ----------- | ------- | --------- |
| 1918-1921   | Romeo   | Trattore  |

## Altri veicoli

### Biciclette[7]
| Foto | Modello         | Produttore       | Design            |
| ---- | --------------- | ---------------- | ----------------- |
|      | Baby 12"        | Compagnia Ducale | Centro Stile Alfa |
|      | Junior 20"      | Compagnia Ducale | Centro Stile Alfa |
|      | Cross           | Compagnia Ducale | Centro Stile Alfa |
|      | Touring         | Compagnia Ducale | Centro Stile Alfa |
|      | Stradale        | Compagnia Ducale | Centro Stile Alfa |
|      | Competizione    | Compagnia Ducale | Centro Stile Alfa |
|      | 8C Competizione | Compagnia Ducale | Centro Stile Alfa |
|      | 4C              | Compagnia Ducale | Centro Stile Alfa |

## Veicoli prodotti su licenza
| Anno      | Produttore                  | Modello                                           | Paese     |
| --------- | --------------------------- | ------------------------------------------------- | --------- |
| 1950-1952 | Fábrica Nacional de Motores | 900                                               | Brasile   |
| 1953      | Fábrica Nacional de Motores | 902AS                                             | Brasile   |
| 1954-1960 | Fábrica Nacional de Motores | 950                                               | Brasile   |
| 1961-1979 | Fábrica Nacional de Motores | Mille                                             | Brasile   |
| 1960-1962 | Industrias Kaiser Argentina | Bergantin (scocche derivate dall'Alfa Romeo 1900) | Argentina |
| 1961-1969 | Fábrica Nacional de Motores | 2000                                              | Brasile   |
| 1966      | Fábrica Nacional de Motores | Onça                                              | Brasile   |
| 1969-1973 | Fábrica Nacional de Motores | 2150                                              | Brasile   |
| 1971      | Fábrica Nacional de Motores | Furia GT                                          | Brasile   |
| 1974-1986 | Fábrica Nacional de Motores | 2300 (Marchiata Alfa Romeo)                       | Brasile   |